# Hugo Karel Eduard ze Salm-Reifferscheidt-Raitze
Hugo Karel Eduard kníže ze Salm-Reifferscheidt-Raitze (německy Hugo Karl Eduard Fürst und Altgraf zu Salm-Reifferscheidt-Raitz, 15. září 1803 Brno – 18. dubna 1888 Vídeň) byl rakouský šlechtic, moravský politik, velkostatkář a průmyslník.

## Rodina

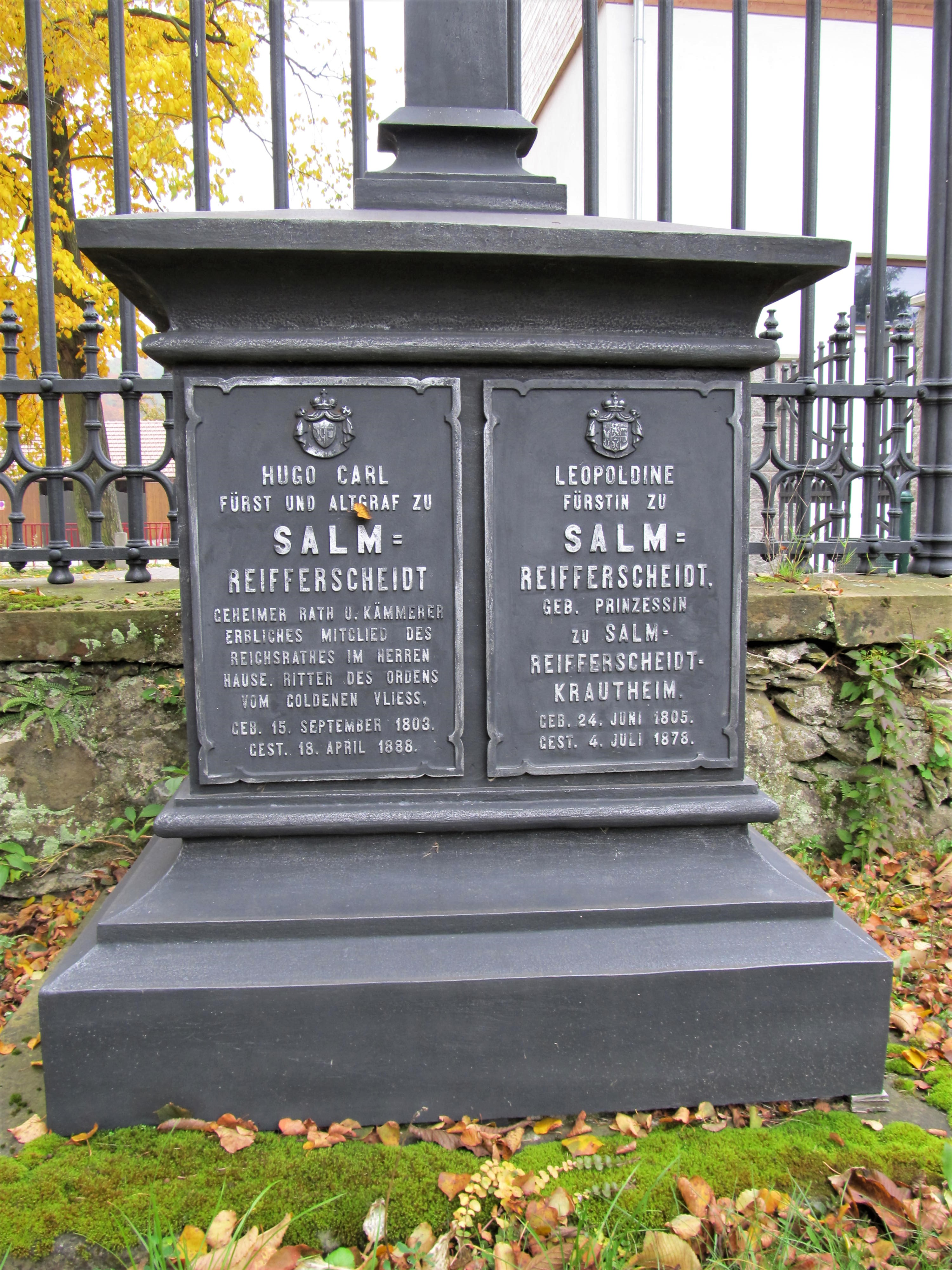
Hrob knížete Hugo Salma na rodovém hřbitově ve Sloupu

Narodil se jako syn starohraběte Huga Františka z rájecké větve Salm-Reifferscheidtů a Marie Josefy McCaffry of Keanmore, která po matce pocházela z na Moravě usazeného rodu Blümegenů. Jeho bratr Robert Antonín byl českým nejvyšším zemským hofmistrem a místopředsedou českého gubernia. S manželkou Leopoldinou Salm-Reifferscheidt-Krautheim (24. červen 1805 Gerlachsheim – 4. červenec 1878 Brühl u Vídně), se kterou se oženil 6. září 1830, měl pět dětí – Huga Karla Františka, Augustu, malířku, provdanou za Jindřicha Jaroslava z Clam-Martinic, Siegfrieda (též politicky aktivní) a Ericha; první dcera zemřela v dětství.

### Děti
- 1. Marie Rosina Leopoldina Augusta Františka Vilemína Aloisie (25. prosince 1831 – 24. července 1845)
- 2. Hugo, kníže a starohrabě ze Salm-Reifferscheidt-Rájce (9. listopadu 1832 Praha – 12. května 1890 Vídeň), ⚭ 1858 Alžběta z Lichtenštejna (13. listopadu 1832 – 14. března 1892)
- 3. Augusta Aloisie Marie Eleonora Rosina Leopoldina Berthilda (5. listopadu 1833 – 11. června 1891), ⚭ 1851 Jindřich Jaroslav Clam-Martinic (15. června 1826 – 5. června 1887)
- 4. Siegfried Konstantin Bardo (10. června 1835 Praha – 14. srpna 1898 Salcburk), ⚭ 1864 Marie Rudolfina Czerninová z Chudenic (6. března 1845 – 17. dubna 1922)
- 5. Erich Adolf Karel Jiří Leodgar (2. října 1836 Rájec – 29. srpna 1884 Rájec)

## Studium
Vystudoval vídeňské akademické gymnázium, později nastoupil na filosofickou a právnickou fakultu vídeňské univerzity.

## Podnikatel
Roku 1838 převzal po svém dědovi Karlu Josefovi správu rodových panství Rájec nad Svitavou a Blansko, která představovala především velké lesní hospodářství, dále blanenské železárny, několik továren a cukrovarů (Rájec nad Svitavou, Niederabsdorf aj.), lignitové doly na Kyjovsku a černouhelné ve Slezské Ostravě.

## Politik

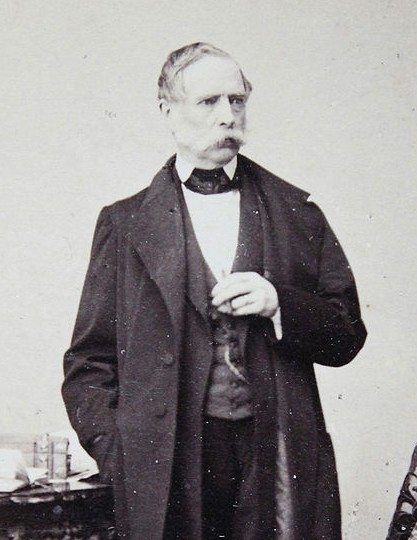
Hugo Karel Salm-Reifferscheidt na fotografii kolem roku 1859

Do politického života se zapojil už v roce 1848. Od roku 1848 do roku 1849 zasedal jako poslanec Moravského zemského sněmu. Nastoupil sem po zemských volbách roku 1848 za kurii virilistů a velkostatků. Do února 1849 předsedal Moravskému zemskému sněmu. Později však odmítl post moravského místodržitele, který převzal Leopold Lažanský. Od roku 1857 byl členem stavovské říšské rady, od roku 1860 rozmnožené říšské rady. Roku 1861 byl jmenován dědičným členem Panské sněmovny (nevolená horní komora Říšské rady). Zajímal se především o hospodářská a daňová témata. Politicky se na Moravě řadil ke Straně konzervativního velkostatku a podporoval české národní hnutí. Stavěl se proti dualistickému uspořádání monarchie, patřil mezi federalisty. V době jejich krátkodobé převahy na zemském sněmu v letech 1867 a 1871 zastával krátce úřad moravského zemského hejtmana.
V letech 1849–1864 byl ředitelem Moravské vlastenecko-hospodářské společnosti, v letech 1850–1851 byl prezidentem Obchodní a živnostenské komory. Byl členem řady spolků na Moravě, ve Slezsku i v Rakousku.
Roku 1827 byl jmenován c. k. komořím, roku 1852 obdržel Řád zlatého rouna a titul skutečného tajného rady, roku 1854 velkokříž Leopoldova řádu.

## Podporovatel umění
Roku 1841 se stal členem Společnosti vlasteneckých přátel umění, v letech 1843–1957 byl členem jejího výboru, v období 1850–1852 dokonce jejím jednatelem.